# Datorforskare
En datorforskare eller datavetare är en vetenskapsman som har förvärvat kunskaper i datavetenskap, studiet av de teoretiska grunder för information, beräkning och dess tillämpning.
Ett primärt mål för datorforskare är utvecklingen (och valideringen) av modeller — ofta av matematisk karaktär — för att beräkna egenskaper för datorbaserade system (processorer, program, datorer som interagerar med människor, datorer som interagerar med andra datorer, etc.) med ett övergripande mål om att upptäcka mönster som förbättrar prestandan (snabbare, bättre, billigare, etc.).